# Michaela Schlögl

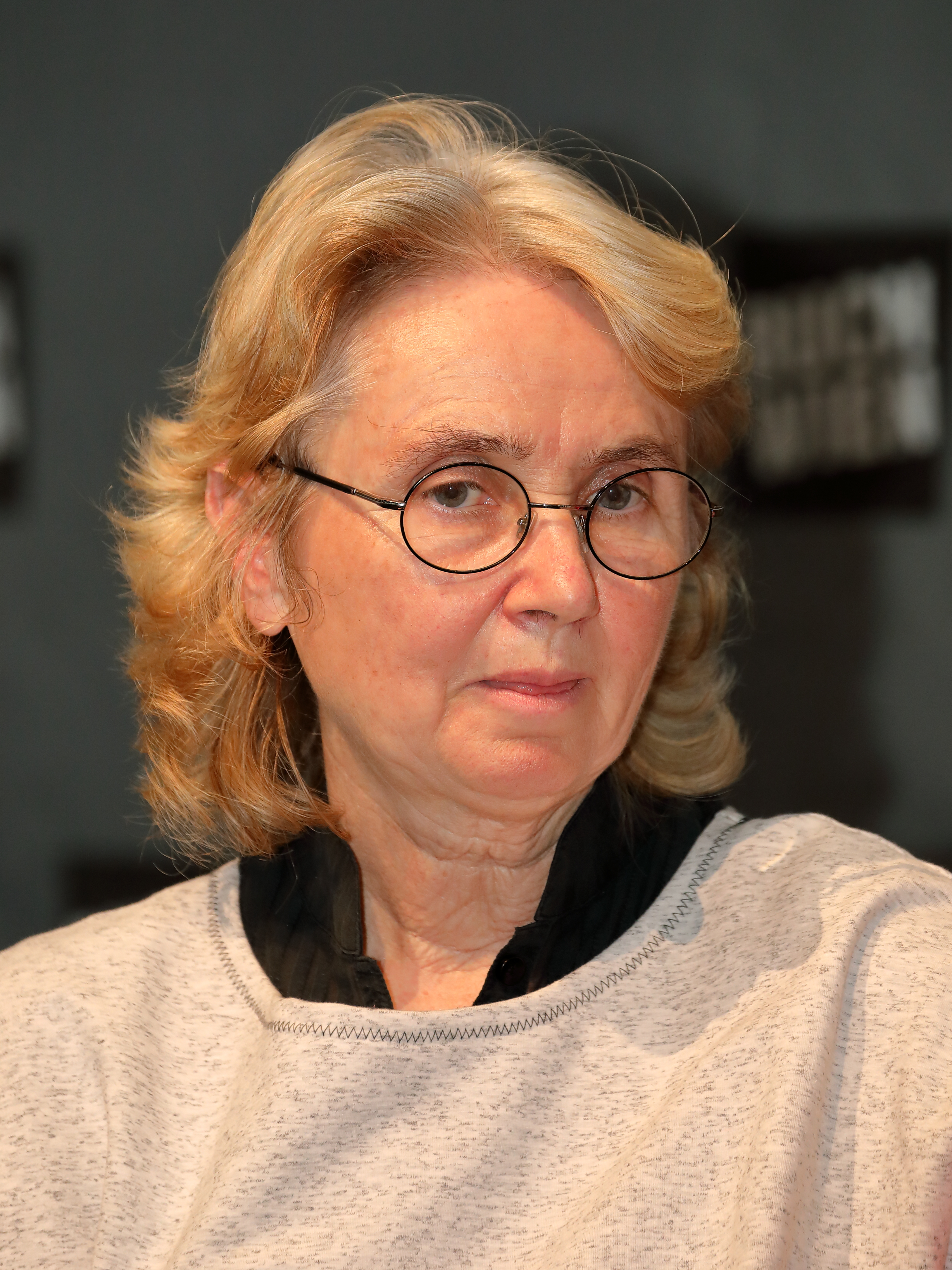
Michaela Schlögl (2019)

Michaela Schlögl (* 1960 in Wien) ist eine österreichische Kulturpublizistin.

## Biographie
Schlögl schloss ein Rechtsstudium an der Universität Wien mit dem Doktorat ab, um lange Jahre in der Privatwirtschaft im Bereich Marketing und Kommunikation tätig zu sein. Parallel dazu arbeitete sie seit Mitte der 1980er Jahre als Kulturjournalistin für österreichische Magazine wie die „Wochenpresse“ oder „morgen“ sowie für verschiedene Tageszeitungen („Die Presse“, „Wiener Zeitung“).
Als mittlerweile freie Kulturpublizistin veröffentlichte sie sie vor allem Bücher zu kulturhistorischen Themen und biografische Arbeiten über Künstler und Kulturmanager wie Rudolf Buchbinder oder Dominique Meyer.
Viel diskutiert wurde ihr Interview-Sammelband „Woran glaubt wer glaubt“, der auf dem Höhepunkt der Auseinandersetzungen innerhalb der Römisch-katholischen Kirche in Österreich in den späten 1990er Jahren in 15 Interviews mit Vertretern unterschiedlichster Positionen aus Kirche und Kunst die Standpunkte zu klären suchte.

## Veröffentlichungen (Auswahl)
- 1999: Woran glaubt, wer glaubt? (15 Gespräche über Gott und die Welt). Wien: Paul Zsolnay Verlag 1999, ISBN 978-3552049376
- 2008: Da Capo. Ein Künstlerporträt von Rudolf Buchbinder. Wien: Styria 2008, ISBN 978-3222132483
- 2009: mit Wilhelm Sinkovicz: Georges Prêtre – Maestro con brio Graz: Styria 2009, ISBN 978-3-222-13276-6
- 2012: Klimt mit allen fünf Sinnen. Wien: Styria Verlag Premium 2012, ISBN 3-222133808
- 2016: Die Wiener Staatsoper. Ein Spaziergang durch die Geschichte des Wiener Opernhauses – ein Rundgang durch das Gebäude. Wien Löcker Verlag 2016, ISBN 978-3-85409-676-4
- 2018: So machen wir Theater. 30 Jahre Festspiele Reichenau. Wien: Styria 2018, ISBN 978-3-222-13581-1
- 2018: Die Wiener Staatsoper: Wie sie war – Wie sie ist, gemeinsam mit Claudia Prieler, Echomedia-Buchverlag, Wien 2018, ISBN 978-3-903113-19-0
- 2020: Die Festspielmacher – Querdenker, Vordenker, Nachdenker,  Echomedia-Buchverlag, Wien 2020, ISBN 978-3-903113-77-0